# Pseudaraeopus dalmatinus
Pseudaraeopus dalmatinus är en insektsart som beskrevs av Géza Horváth 1922. Pseudaraeopus dalmatinus ingår i släktet Pseudaraeopus och familjen sporrstritar. Inga underarter finns listade i Catalogue of Life.